# Mohammed Al Rubaie
Mohammed Al-Rubaie (en árabe: محمد الربيعي), también conocido como Mohammed Al-Rubaie Al-Yami (en árabe: محمد الربيعي اليامي; Yeda, Arabia Saudita, 14 de agosto de 1997), es un futbolista saudí que juega en la posición de guardameta en el Al-Hilal Saudi F. C. de la Liga Profesional Saudí.

## Clubes
| Club                    | País           | Año       |
| ----------------------- | -------------- | --------- |
| Al-Ahli Saudi F. C.     | Arabia Saudita | 2018-2023 |
| Al-Batin F. C. (cedido) | Arabia Saudita | 2018-2019 |
| Al-Hilal Saudi F. C.    | Arabia Saudita | 2023-     |